# 사다함
사다함(斯多含, 547년? ~ 564년?, 풍월주 재임: 562년 ~ 564년)은 신라의 화랑으로 진흥대왕의 대가야 정복 때 큰 활약을 하였다. 당시 실제 성씨는 기록되지 않았으나 삼국사기 이후 성씨는 김씨로 기록되었다. 벼슬이 급찬이었던 구리지의 아들이다.

## 생애
사다함은 구리지의 아들로 내물 마립간의 7세손이다. 유력한 진골 귀족이었으며, 풍채가 청순하고 뜻이 방정하여 무리로부터 화랑에 추대되었다. 낭도는 1,000여 명에 이르렀다고 한다. 562년에 진흥왕의 명으로 이사부가 대가야 공격 나섰는데, 사다함은 15~6세의 나이로 왕에게 출진을 간청하여 귀당(貴幢)의 비장(裨將)으로 종군하였다. 사다함은 자청하여 선봉이 되었으며, 성문인 전단량(旃檀梁)을 기습하여 적을 당황시켰고 그 결과 크게 승리하였다. 이 공으로 가야인 300명과 전답을 받았으나 노비는 모두 풀어주고 전답 역시 알천(閼川)의 불모지를 받았다. 이후 오래지 않아 무관랑이 죽었는데, 무관랑과 깊은 우정을 가졌던 사다함은 죽음을 같이 하기로 하여 7일 동안 통곡하다가 17세의 어린 나이로 죽었다. 사후 잡찬에 추증되었다.
한편 학계에서 위서 논란이 있는 《화랑세기》에 따르면, 사다함은 547년에 출생하였다고 한다. 
사다함은 미실과 정인 관계였으나 미실이 세종과 혼인을 하게 되자 청조가(靑鳥歌)를 부르며 슬퍼했다고 한다. 이후 미실의 꿈에 나타나 "나는 너와 부부가 되기를 원했으니 내가 너의 배를 빌려 아들을 낳아야겠다"는 말을 남겼다. 이후 미실은 하종을 낳았다.

## 가족 관계

### 선대
- 조부 : 비량공(比梁公)
- 조모 : 벽화부인 (碧花夫人)
  - 아버지 : 구리지(仇梨知)
- 외조부 : 제 1대 풍월주 위화랑(魏花郞)
- 외조모 : 오도부인 김씨(吾道夫人 金氏)
  - 어머니 : 금진낭주 (金珍娘主)
    - 정인 : 미실궁주(美室宮主)

## 사다함이 등장하는 작품
- 《화랑전사 마루》(KBS, 2006년, 배우:이현우)
- 《선덕여왕》(MBC 월화드라마, 2009년, 배우:박재정)
- 소년의신성 (투믹스2016), 사다함
- 낮에 뜨는 달
- 진혼기

## 참고 자료
- 이 문서에는 다음커뮤니케이션(현 카카오)에서 GFDL 또는 CC-SA 라이선스로 배포한 글로벌 세계대백과사전의 내용을 기초로 작성된 글이 포함되어 있습니다.